# Landtagswahlkreis Vorpommern-Rügen I
Der Landtagswahlkreis Vorpommern-Rügen I (bis 2015: Nordvorpommern I) ist ein Landtagswahlkreis in Mecklenburg-Vorpommern. Er umfasst vom Landkreis Vorpommern-Rügen die Gemeinden Marlow und Zingst sowie die Ämter Darß/Fischland, Recknitz-Trebeltal und Ribnitz-Damgarten.

## Wahl 2021
Bei der Landtagswahl in Mecklenburg-Vorpommern 2021 gab es in diesem Wahlkreis folgendes Ergebnis:
| Partei               | Direktkandidat             | Erststimmen      | Zweitstimmen     |
| -------------------- | -------------------------- | ---------------- | ---------------- |
| SPD                  | Michel-Friedrich Schiefler | 30,4 %           | 40,4 %           |
| AfD                  | Gerd-Rüdiger Löper         | 17,8 %           | 17,1 %           |
| CDU                  | Christian Ehlers           | 24,3 %           | 16,2 %           |
| Die LINKE            | Wolfgang Weiß              | 11,2 %           | 9,2 %            |
| GRÜNE                | Rolf Martens               | 5,4 %            | 4,6 %            |
| FDP                  | Leonhard Fellmann          | 5,2 %            | 5,2 %            |
| NPD                  | –                          | -                | 0,4 %            |
| Tierschutzpartei     | –                          | –                | 1,7 %            |
| Freier Horizont      | –                          | –                | 0,2 %            |
| Die PARTEI           | –                          | –                | 0,6 %            |
| FREIE WÄHLER         | Rita Falkert               | 3,7 %            | 1,2 %            |
| PIRATEN              | –                          | –                | 0,3 %            |
| LKR                  | –                          | –                | 0,0 %            |
| DKP                  | –                          | –                | 0,1 %            |
| Bündnis C            | –                          | –                | 0,0 %            |
| TIERSCHUTZ hier!     | –                          | –                | 0,5 %            |
| dieBasis             | Alexandra Maria Bühler     | 1,9 %            | 1,5 %            |
| DiB                  | –                          | –                | 0,0 %            |
| FPA                  | –                          | –                | 0,0 %            |
| ÖDP                  | –                          | –                | 0,1 %            |
| Die Humanisten       | –                          | –                | 0,1 %            |
| Gesundheitsforschung | –                          | –                | 0,3 %            |
| Team Todenhöfer      | –                          | –                | 0,2 %            |
| UNABHÄNGIGE          | –                          | –                | 0,3 %            |
| Wahlberechtigte      | 35.151 Einwohner           | 35.151 Einwohner | 35.151 Einwohner |
| Wahlbeteiligung      | 70,8 %                     | 70,8 %           | 70,8 %           |

## Wahl 2016
Bei der Landtagswahl in Mecklenburg-Vorpommern 2016 kam es zu folgenden Ergebnissen. Das Direktmandat gewann Susann Wippermann, SPD, die mit 5919 Erststimmen fünf Stimmen mehr als Christian Ehlers, CDU, erhielt.
| Partei           | Direktkandidaten   | Erststimmen     | Zweitstimmen    |
| ---------------- | ------------------ | --------------- | --------------- |
| SPD              | Susann Wippermann  | 5.919 (27,3 %)  | 6.578 (30,3 %)  |
| CDU              | Christian Ehlers   | 5.914 (27,3 %)  | 4.987 (23,0 %)  |
| DIE LINKE        | Wenke Brüdgam-Pick | 2.613 (12,1 %)  | 2.515 (11,6 %)  |
| GRÜNE            | Fabian Czerwinski  | 635 (2,9 %)     | 781 (3,6 %)     |
| NPD              | –                  | –               | 496 (2,3 %)     |
| FDP              | Christian Krienke  | 620 (2,9 %)     | 600 (2,8 %)     |
| PIRATEN          | –                  | –               | 67 (0,3 %)      |
| FAMILIE          | –                  | –               | 181 (0,8 %)     |
| FREIE WÄHLER     | –                  | –               | 59 (0,3 %)      |
| Die PARTEI       | –                  | –               | 78 (0,4 %)      |
| Die Achtsamen    | André Bonitz       | 1.242 (5,7 %)   | 358 (1,7 %)     |
| ALFA             | –                  | –               | 54 (0,2 %)      |
| AfD              | Rüdiger Preß       | 4.434 (20,5 %)  | 4.469 (20,6 %)  |
| Bündnis C        | –                  | –               | 5 (0,0 %)       |
| DKP              | –                  | –               | 32 (0,1 %)      |
| Freier Horizont  | Thomas Seibert     | 266 (1,2 %)     | 141 (0,7 %)     |
| Tierschutzpartei | –                  | –               | 290 (1,3 %)     |
| Wahlberechtigte  | 35.473             | 35.473          | 35.473          |
| Wahlbeteiligung  | 22.160 (62,5 %)    | 22.160 (62,5 %) | 22.160 (62,5 %) |

## Wahl 2011
Bei der Landtagswahl in Mecklenburg-Vorpommern 2011 gab es folgende Ergebnisse:
| Partei          | Direktkandidat       | Erststimmen     | Zweitstimmen    |
| --------------- | -------------------- | --------------- | --------------- |
| SPD             | Susann Wippermann    | 32,8 %          | 34,4 %          |
| CDU             | Heino Schütt         | 33,8 %          | 28,7 %          |
| DIE LINKE       | Wenke Brüdgam-Pick   | 18,0 %          | 17,8 %          |
| GRÜNE           | Wilfried Fischer     | 7,2 %           | 6,7 %           |
| NPD             | Christian Brendemühl | 4,9 %           | 5,1 %           |
| FDP             | Hagen Reinhold       | 3,3 %           | 3,1 %           |
| PIRATEN         |                      |                 | 1,5 %           |
| FAMILIE         |                      |                 | 1,2 %           |
| FREIE WÄHLER    |                      |                 | 0,5 %           |
| Die PARTEI      |                      |                 | 0,3 %           |
| AB              |                      |                 | 0,3 %           |
| APD             |                      |                 | 0,2 %           |
| REP             |                      |                 | 0,1 %           |
| AUF             |                      |                 | 0,1 %           |
| PBC             |                      |                 | 0,1 %           |
| ödp             |                      |                 | 0,1 %           |
| Wahlberechtigte | 36689 Einwohner      | 36689 Einwohner | 36689 Einwohner |
| Wahlbeteiligung | 51,2 %               | 51,2 %          | 51,2 %          |

## Wahl 2006
Bei der Landtagswahl in Mecklenburg-Vorpommern 2006 gab es folgende Ergebnisse:
| Partei          | Direktkandidat  | Erststimmen     | Zweitstimmen    |
| --------------- | --------------- | --------------- | --------------- |
| CDU             | Werner Kuhn     | 36,2 %          | 32,8 %          |
| SPD             | Rita Falkert    | 28,3 %          | 29,4 %          |
| PDS             | Wolfgang Weiß   | 17,6 %          | 15,8 %          |
| FDP             | Hagen Reinhold  | 9,0 %           | 9,6 %           |
| NPD             | Burkhard Krause | 6,1 %           | 6,0 %           |
| GRÜNE           | Walter Richter  | 2,9 %           | 2,5 %           |
| FAMILIE         |                 |                 | 1,2 %           |
| GRAUE           |                 |                 | 0,6 %           |
| WASG            |                 |                 | 0,4 %           |
| AGFG            |                 |                 | 0,4 %           |
| Deutschland     |                 |                 | 0,3 %           |
| Bündnis für M-V |                 |                 | 0,3 %           |
| Offensive D     |                 |                 | 0,2 %           |
| APD             |                 |                 | 0,2 %           |
| PBC             |                 |                 | 0,1 %           |
| AB              |                 |                 | 0,1 %           |
| Wahlberechtigte | 38454 Einwohner | 38454 Einwohner | 38454 Einwohner |
| Wahlbeteiligung | 57,6 %          | 57,6 %          | 57,6 %          |

Werner Kuhn legte sein Mandat im Juli 2009 nach seiner Wahl in das Europäische Parlament nieder. Nachrücker wurde Torsten Renz.

## Wahl 2002
Bei der Landtagswahl in Mecklenburg-Vorpommern 2002 gab es folgende Ergebnisse:
| Partei          | Direktkandidat   | Erststimmen     | Zweitstimmen    |
| --------------- | ---------------- | --------------- | --------------- |
| CDU             | Eckhardt Rehberg | 42,0 %          | 38,1 %          |
| SPD             | Sigrid Keler     | 38,8 %          | 36,5 %          |
| PDS             | Wolfgang Weiß    | 14,3 %          | 15,4 %          |
| FDP             | Gerd Scharmberg  | 4,8 %           | 4,4 %           |
| GRÜNE           |                  |                 | 2,0 %           |
| Schill          |                  |                 | 1,3 %           |
| NPD             |                  |                 | 0,7 %           |
| SPASSPARTEI     |                  |                 | 0,6 %           |
| Bürgerpartei MV |                  |                 | 0,3 %           |
| REP             |                  |                 | 0,3 %           |
| GRAUE           |                  |                 | 0,2 %           |
| PBC             |                  |                 | 0,1 %           |
| V.P.M.V.        |                  |                 | 0,1 %           |
| SLP             |                  |                 | 0,0 %           |
| Wahlberechtigte | 35331 Einwohner  | 35331 Einwohner | 35331 Einwohner |
| Wahlbeteiligung | 71,4 %           | 71,4 %          | 71,4 %          |

## Wahl 1998
Bei der Landtagswahl in Mecklenburg-Vorpommern 1998 gab es folgende Ergebnisse:
| Partei          | Direktkandidat   | Erststimmen     | Zweitstimmen    |
| --------------- | ---------------- | --------------- | --------------- |
| SPD             |                  | 35,1 %          | 33,2 %          |
| CDU             | Eckhardt Rehberg | 36,5 %          | 32,8 %          |
| PDS             |                  | 24,5 %          | 23,1 %          |
| DVU             |                  |                 | 2,6 %           |
| GRÜNE           |                  |                 | 2,2 %           |
| Pro DM          |                  |                 | 1,6 %           |
| FDP             |                  | 1,5 %           | 1,6 %           |
| NPD             |                  |                 | 1,3 %           |
| REP             |                  |                 | 0,5 %           |
| AB 2000         |                  | 1,0 %           | 0,5 %           |
| GRAUE           |                  |                 | 0,3 %           |
| BfB             |                  |                 | 0,2 %           |
| PBC             |                  |                 | 0,1 %           |
| Einzelbewerber  | Herbert Schwarz  | 1,4 %           |                 |
| Wahlberechtigte | 34920 Einwohner  | 34920 Einwohner | 34920 Einwohner |
| Wahlbeteiligung | 80,5 %           | 80,5 %          | 80,5 %          |

## Wahl 1994
Bei der Landtagswahl in Mecklenburg-Vorpommern 1994 gab es folgende Ergebnisse:
| Partei          | Direktkandidat   | Erststimmen     | Zweitstimmen    |
| --------------- | ---------------- | --------------- | --------------- |
| CDU             | Eckhardt Rehberg | 42,7 %          | 39,6 %          |
| SPD             |                  | 30,7 %          | 29,0 %          |
| PDS             |                  | 23,3 %          | 21,1 %          |
| FDP             |                  | 3,4 %           | 4,4 %           |
| GRÜNE           |                  |                 | 2,9 %           |
| REP             |                  |                 | 1,1 %           |
| PASS            |                  |                 | 0,6 %           |
| GRAUE           |                  |                 | 0,5 %           |
| NATURGESETZ     |                  |                 | 0,3 %           |
| NdB             |                  |                 | 0,2 %           |
| BUMV            |                  |                 | 0,1 %           |
| NPD             |                  |                 | 0,1 %           |
| PBC             |                  |                 | 0,0 %           |
| Wahlberechtigte | 33960 Einwohner  | 33960 Einwohner | 33960 Einwohner |
| Wahlbeteiligung | 72,9 %           | 72,9 %          | 72,9 %          |

## Wahl 1990
Die Aufteilung der Wahlkreise 1990 ist mit der späteren im Allgemeinen nicht deckungsgleich. Der Landtagswahlkreis Nordvorpommern I war in die Landtagswahlkreis 17 (Rostock, Land – Ribnitz-Damgarten II) und 18 (Ribnitz-Damgarten I) geteilt. Als Direktkandidat wurden Jürgen Leiblein (17, CDU) und Eckhardt Rehberg (18, CDU) gewählt.